# فرانك راسيل
فرانك راسيل (17 أبريل 1949 في الولايات المتحدة - 6 سبتمبر 2021) (بالإنجليزية: Frank Russell)‏ هو لاعب كرة سلة أمريكي في مركز هجوم خلفي. لعب مع شيكاغو بولز.

## وصلات خارجية
- فرانك راسيل على موقع إن بي أي (الإنجليزية)
- فرانك راسيل على موقع سبورتس رفرنس (الإنجليزية)
- فرانك راسيل على موقع كلية كرة السلة في سبورتس رفرنس.كوم (الإنجليزية)
- فرانك راسيل على موقع ريلجم (الإنجليزية)
- فرانك راسيل على موقع بروبوليرز (الإنجليزية)